# Chinesische Schreibmaschine

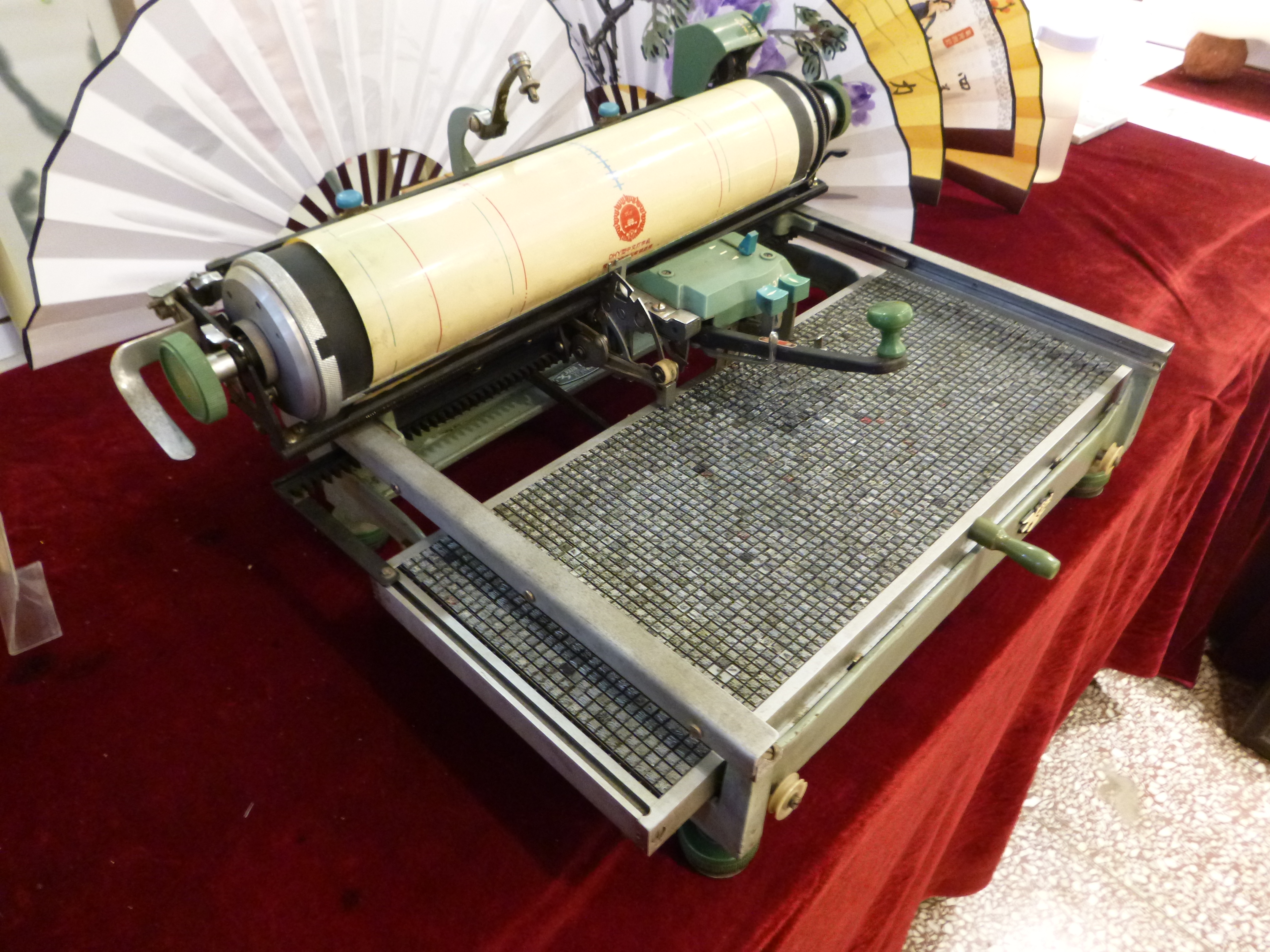
Chinesische Schreibmaschine

Eine chinesische Schreibmaschine (chinesisch 中文打字機 / 中文打字机, Pinyin zhōngwén dǎzìjī, Jyutping zung1man4 daa1zi6gei1) ist eine Schreibmaschine, mithilfe derer man die chinesische Sprache schreiben kann. Da die chinesische Schrift logographisch ist und im Alltag ungefähr 6000 Zeichen verwendet werden, muss eine solche Schreibmaschine von Grund auf anders konstruiert sein als eine für alphabetische Schriften. Chinesische Schreibmaschinen ähneln prinzipiell den japanischen, die 1929 von Kyota Sugimoto (jap. 杉本 京太) entwickelt worden sind. Die japanischen Schreibmaschinen sind aber nur für ungefähr 2400 Kanji ausgelegt. Insgesamt gibt es über 60 verschiedene Versionen der chinesischen Schreibmaschine.

## Hou-Kun Chow Tong-Zhi-Schreibmaschine
Hou Kun Chow (周厚坤,  Zhōu Hòukūn) erfand 1916 die erste mechanische chinesische Schreibmaschine. Sie umfasste 4000 Zeichen. Wie viele andere, die an Entwicklungen von chinesischen Schreibmaschinen beteiligt waren, hatte Hou Kun Chow in den USA studiert. Da es Hou Kun Chow unmöglich schien, eine Tastatur mit einer Taste für jedes Schriftzeichen zu konstruieren, entwarf er Tasten für Radikale und Striche auf einem Kugelkopf gemäß den Vorgaben chinesischer  Wörterbücher, die miteinander kombiniert werden konnten. In ihrer ursprünglichen Ausführung wog diese Schreibmaschine 18 kg, in einer verbesserten Ausführung 14 kg. Hou Kun hatte seine Schreibmaschine vor allem für den Gebrauch in Büros und durch Auslandschinesen, für die die Inanspruchnahme chinesischsprachiger Schreiber besonders umständlich und teuer war, vorgesehen.

## Ming-Kwai-Nao-Can-Schreibmaschine
Die elektromechanische Ming-Kwai-Nao-Can-Schreibmaschine wurde 1946 von Lin Yutang (林語堂) erfunden. Der Name Ming Kwai (明快,  Míngkuài,  Ming-k'uai) bedeutet „klar“ und „schnell“. Lin bezeichnete sie als die einzige chinesische Schreibmaschine, die zum Gebrauch für jedermann geeignet sei. In der Mitte der Schreibmaschine befand sich ein „magisches Auge“, mit dem man das gewählte Zeichen sehen konnte. Diese Schreibmaschine konnte über 90.000 Zeichen schreiben. Das gewünschte Zeichen konnte mithilfe zweier Tasten gewählt werden, welche das Zeichen im „magischen Auge“ erscheinen ließen, bevor es mittels einer Bestätigungstaste endgültig geschrieben werden konnte. Das Neue an dieser Schreibmaschine war, dass hier die chinesische Schrift in 30 geometrische Teile zerlegt war (ähnlich den Elementen einer Glyphe) und nicht wie vorher in Radikale und Striche. Diese Schreibmaschine wurde nicht in Serie gebaut, da sie am Tag der Präsentation bei der Remington Typewriter Company versagte. Lin verschuldete sich wegen seines Schreibmaschinenprojekts und ging später nach Paris zur UNESCO.

## Fliegende Taube
In chinesischem Auftrag wurde in den 1950er Jahren beim VEB Optima in Erfurt eine Setzkastenschreibmaschine entwickelt, die bis 1992 in China in zwei Varianten (DHY und DHY-C) unter dem Namen „Fliegende Taube“ verkauft wurde.

## Stone-Schreibmaschine
In den 1980er Jahren war durch die Wirtschaftsreformen nach dem Tod Maos die Zeit für eine neue Schreibmaschine gekommen. Zu dieser Zeit waren in China noch alte ineffiziente mechanische Schreibmaschinen in Gebrauch. Wan Runnan, der Vorsitzende der Stone Emerging Industries Company, erfand eine neue Schreibmaschine, bei der zum ersten Mal die Zeichen auf einem elektronischen Speicher erschienen. Durch ein Joint Venture zwischen Stone und Mitsui wurde 1985 der MS-2400 vorgestellt, mit dem man 200 Zeichen in der Minute tippen konnte. Im Vergleich dazu schaffte eine mechanische chinesische Schreibmaschine nur 20 Zeichen in der Minute.

## Kulturelle und technische Bedeutung
Zwischen 1930 und 1950 half die chinesische Schreibmaschine vor allem Flugblätter und politische Propaganda zu verbreiten. Außerdem verändert sie den Alltag in den chinesischen Büros. Thomas Mullaney behauptet, dass die Entwicklung von chinesischen Schreibmaschinen zwischen 1950 und 1970 bedeutend zur Entwicklung der elektronischen Datenverarbeitung beitrug. Die Anforderungen für den chinesischen und japanischen Markt trugen maßgeblich zur Entwicklung der Schreibmaschinen mit Datenspeichern in den 1980er Jahren bei. Die Erfahrungen mit dem Bau der Schreibmaschinen wirken auch im heutigen digitalen Zeitalter weiter.
Im Englischen ist der Begriff chinese typewriter zu einem geflügelten Wort der Popkultur für Absurdität und Komplexität geworden, so beispielsweise in der Bezeichnung eines Moves bei MC Hammer.